# Harakiri (film din 1962)
Harakiri (切腹 Seppuku?) este un film jidaigeki cu samurai japonez din 1962, regizat de Masaki Kobayashi. Scenariul filmului, scris de Shinobu Hashimoto, a fost inspirat din povestirea „Ibunronin ki” (1958) a lui Yasuhiko Takiguchi.
Filmul, a cărui acțiune are loc în anul 1630, în perioada Edo a istoriei Japoniei și a shogunatului Tokugawa, prezintă povestea samuraiului Hanshirō Tsugumo (interpretat de Tatsuya Nakadai), care, după ce a devenit ronin și a ajuns să trăiască în sărăcie, cere să i se permită să-și facă seppuku (harakiri) în curtea interioară a unui castel medieval. Intendentul castelului acceptă fără tragere de inimă această solicitare, iar, înaintea efectuării sângerosului ritual, Tsugumo își povestește viața sa tragică în fața samurailor acelui clan, dezvăluind ipocrizia care stătea la baza respectării codului lor de conduită.
La fel ca Ultimul samurai (1967), Harakiri realizează o critică violentă a sistemului feudal al Japoniei din perioada shogunatului Tokugawa, condamnând noțiunile de datorie și onoare, în numele cărora au fost comise numeroase abuzuri. Viziunea lui Kobayashi din cele două filme contrastează cu cea din filmele jidaigeki produse în acea vreme de studiourile Toei și Daiei, prin criticarea autorității feudale. De fapt, cele două filme sunt creații atipice, deoarece, spre deosebire de Kurosawa, Mizoguchi și Okamoto, Kobayashi a realizat rar filme jidaigeki.
Harakiri a câștigat premiul Mainichi pentru cel mai bun film și premiul special al juriului la Festivalul Internațional de Film de la Cannes și este considerat adesea drept cel mai bun film al lui Masaki Kobayashi.

## Rezumat
După câteva secole de conflicte militare între diferite clanuri, Japonia trecea pe la începutul secolului al XVII-lea printr-o perioadă de pace, iar mulți ronini (samurai fără stăpâni) cutreierau țara și, neavând mijloace de existență, băteau la porțile castelelor cerând să li se permită să comită seppuku (o formă rituală de suicid) și sperând că acel clan îi va angaja sau măcar le va da ceva bani de pomană. Roninul Hanshirō Tsugumo ajunge în 13 mai 1630 la castelul clanului Iyi din apropierea orașului Edo și spune că dorește să comită seppuku în curtea interioară a castelului. Pentru a-l descuraja, intendentul castelului, Kageyu Saitō, care ținea locul seniorului, îi relatează lui Hanshirō povestea unui alt ronin, Motome Chijiiwa, originar din același clan cu Hanshirō, care sosise cu câteva luni mai devreme și făcuse o cerere similară. Principalii trei samurai ai clanului – Hayato Yazaki, Umenosuke Kawabe și Hikokuro Omodaka – au descoperit că Motome avea o sabie de bambus și, înfuriați de îndrăzneala acestuia de a încerca să obțină bani prin șantaj, l-au convins pe Saitō să-i ceară roninului să se sinucidă ritualic cu acea imitație de sabie, provocându-i o moarte lentă, dureroasă și umilitoare.
În ciuda acestui avertisment, Hanshirō insistă că nu a auzit niciodată de Motome și afirmă că nu are intenția de a părăsi castelul în viață. După ce este amenajat un pavilion pentru seppuku în curtea interioară a castelului, Hanshirō solicită să fie decapitat la sfârșitul ritualului de unul din cei trei samurai care-l forțaseră să se sinucidă pe Motome: Omodaka, Yazaki și Kawabe. Niciunul din cei trei haishakunin propuși nu este însă prezent, iar mesagerii trimiși de Saitō aduc vestea că toți trei sunt grav bolnavi.
În acest timp Tsugumo își povestește viața în fața intendentului și a samurailor prezenți. Clanul Geishu, din care făcuse parte, a fost desființat abuziv în anul 1619 de shōgunul Tokugawa care s-a temut că refacerea unui castel însemna o amenințare la adresa puterii sale. Conducătorii clanului Geishu și-au făcut seppuku, iar Hanshirō, care plănuia să li se alăture, a fost oprit de la acest act de superiorul său, deoarece prietenul său apropiat, Jinai Chijiiwa, se sinucisese și îi încredințase prin testament tutela fiului său, Motome. Tsugumo s-a mutat la Edo împreună cu fiica sa, Miho, și cu Motome și a trăit în sărăcie, confecționând umbrele. Motome s-a căsătorit cu Miho și au avut curând un fiu pe nume Kingo. Îmbolnăvirea soției și a copilului l-au silit pe Motome să-și vândă lucrurile de valoare și apoi, fără să spună nimănui, chiar și sabia. El a plecat într-o zi de acasă, susținând că se va întoarce curând cu bani, dar a fost adus acasă mort după ce fusese forțat să-și facă seppuku. Kingo a murit curând și a fost urmat a doua zi de Miho. Tsugumo își termină povestea, afirmând că acum, după ce i-a atacat pe cei trei samurai care-l forțaseră pe băiat să se sinucidă și i-a pedepsit prin tăierea cocurilor, o dezonoare care putea fi compensată doar prin seppuku, nu-și mai dorea decât să se alăture celor trei membri ai familiei sale. Ascunderea dezonoarei suferite de cei trei samurai prin simularea îmbolnăvirii dovedea ipocrizia care stătea la baza respectării codului Bushido.
Înfuriat, Saitō ordonă samurailor să-l ucidă pe Tsugumo, dar roninul se apără cu vitejie și distruge vechea armură care simboliza istoria glorioasă a clanului Iyi, iar, atunci când sosesc trei slujitori înarmați cu archebuze, își face seppuku. Povestea roninului este confirmată, iar un grup de samurai este trimis pentru a-i forța pe Omodaka, Yazaki și Kawabe să se sinucidă ca urmare a dezonoarei suferite. Temându-se că întregul clan Iyi va fi desființat de shōgun, intendentul Saitō poruncește membrilor clanului să păstreze secretul cu privire la toate aceste întâmplări și prezintă o versiune contrafăcută a evenimentelor potrivit căreia Tsugumo era nebun și a fost forțat să se sinucidă, iar proprii samurai au murit din cauza unor boli.

## Distribuție
- Tatsuya Nakadai — Hanshirō Tsugumo (津雲 半四郎 Tsugumo Hanshirō?), ronin din clanul Geishu[8][9][23]
- Rentarō Mikuni — Kageyu Saitō (斎藤 勘解由 Saitō Kageyu?), intendentul clanului Iyi[8][9][11][23]
- Akira Ishihama — Motome Chijiiwa (千々岩 求女 Chijiiwa Motome?), fiul lui Jinai Chijiiwa și ginerele lui Hanshirō Tsugumo[8][9][13]
- Shima Iwashita — Miho Tsugumo (津雲 美保 Tsugumo Miho?), fiica lui Hanshirō Tsugumo și soția lui Motome Chijiiwa[8][9][23]
- Tetsurō Tamba — Hikokuro Omodaka (沢潟 彦九郎 Omodaka Hikokuro?), samurai din clanul Iyi, maestru de scrimă al școlii Shindo-Munen, secundantul de la sinuciderea lui Motome[9][23]
- Ichiro Nakatani — Hayato Yazaki (矢崎 隼人 Yazaki Hayato?), samurai din clanul Iyi, care a descoperit că sabia lui Motome era din bambus[9]
- Yoshiro Aoki — Umenosuke Kawabe (川辺 右馬介 Kawabe Umenosuke?), samurai din clanul Iyi, care îl amăgește pe Motome că va avea o întrevedere cu moștenitorul Bennosuke[9]
- Masao Mishima — Tango Inaba (稲葉 丹後 Inaba Tango?), secretarul intendentului clanului Iyi[9]
- Kei Satō — Masakatsu Fukushima (福島 正勝 Fukushima Masakatsu?), însărcinatul clanului Geishu cu reparațiile castelului Hiroshima[9]
- Yoshio Inaba — Jinai Chijiiwa (千々岩 陣内 Chijiiwa Jinai?), samurai din clanul Geishu, tatăl lui Motome Chijiiwa și prietenul lui Hanshirō Tsugumo[9][23]
- Jo Azumi — Ichiro Shimmen, samurai din clanul Iyi, care a fost propus ca secundant al sinuciderii lui Tsugumo[9]
- Akiji Kobayashi — un samurai al clanului Iyi[9]
- Hisashi Igawa — un samurai al clanului Iyi[9]
- Ryō Takeuchi — un samurai al clanului Iyi[9]
- Shichisaburo Amatsu — un slujitor al clanului Iyi[9]
- Tatsuo Matsumura — negustorul Seibei care propune adoptarea lui Miho de către familia Sakakibara[20][38]

## Producție

### Atitudinea pacifistă a lui Kobayashi

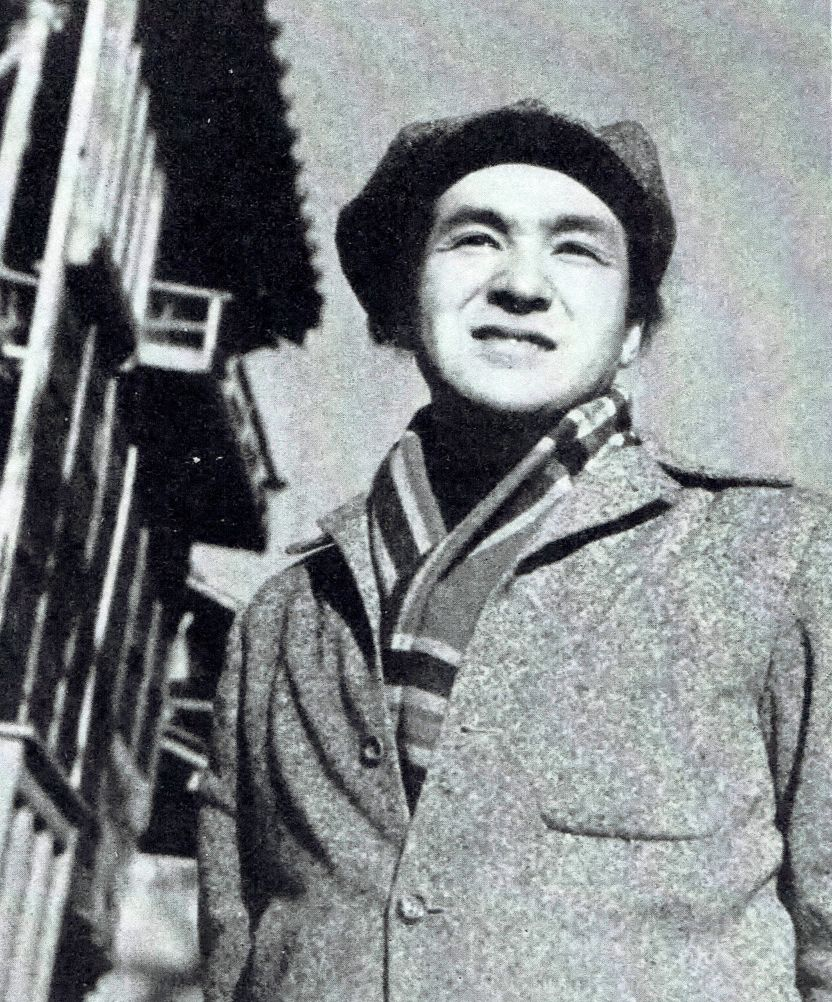
Cineastul japonez Masaki Kobayashi (1916–1996)

Masaki Kobayashi a dobândit în Japonia o reputație de cineast rebel, care a criticat autoritatea și legăturile strânse ale țării cu trecutul feudal. Pacifist convins, el a fost încorporat în Armata Imperială Japoneză în timpul celui de-al Doilea Război Mondial și, deși nu a protestat în mod deschis, a refuzat avansarea în clasa ofițerilor, nedorind să fie asimilat cu liderii militari japonezi care au contribuit la declanșarea Războiului din Pacific, pe care el îl considera „un conflict inutil”.
Filmele pe care le-a creat după întoarcerea sa de pe front au personaje radicale care protestează împotriva nedreptăților și luptă până la moarte pentru un ideal. Kobayashi a devenit celebru în Japonia și în străinătate cu trilogia Condiția umană (1958–1961), ce prezintă efectele celui de-al Doilea Război Mondial asupra unui soldat pacifist și socialist japonez, care se luptă să-și păstreze umanitatea în conflictul militar ce s-a încheiat cu înfrângerea Japoniei. Această trilogie a fost inspirată din experiențele militare ale cineastului și a denunțat atrocitățile războiului, devenind opera principală a lui Kobayashi. Comportamentul militar japonez a fost influențat, potrivit lui Kobayashi, de codul Bushido moștenit din perioada medievală, iar militarii japonezi erau succesori ai samurailor îndoctrinați să respecte cu fanatism ordinele superiorilor.

### Intențiile cineastului
Următorul său film, Harakiri, este o critică violentă a sistemului feudal al Japoniei din perioada shogunatului Tokugawa, condamnând noțiunile de datorie și onoare, în numele cărora au fost comise numeroase abuzuri. Scenariul filmului, inspirat din povestirea „Ibunronin ki” (publicată la 24 august 1958 în revista Sandi mainichi) a lui Yasuhiko Takiguchi, a fost scris de Shinobu Hashimoto (colaboratorul obișnuit al lui Akira Kurosawa) și a valorificat niște cercetări istorice mai vechi ale scenaristului.
După succesul internațional al filmului Ikiru (1952), Akira Kurosawa a dorit să reînnoiască genul jidaigeki prin distrugerea convențiilor și clișeelor pentru a prezenta trecutul într-un mod mai apropiat de realitate și a stârni, în același timp, sensibilitatea publicului contemporan. Cineastul a vrut inițial să regizeze un film despre o singură zi din viața unui samurai, urmărind toate acțiunile personajului de dimineață până seara când acesta urma să se sinucidă ritualic, iar colaboratorii săi (scenaristul Shinobu Hashimoto, producătorul Sōjirō Motoki și producătorul asistent Hiroshi Nezu) au efectuat cercetări istorice cu privire la viața samurailor în perioada Edo. Acest plan a fost abandonat după trei luni de cercetări din cauza neputinței de a afla detalii specifice din viața zilnică a unui samurai, dar cercetările lui Hashimoto au fost folosite ulterior în filmul Harakiri (1962) al lui Masaki Kobayashi.

### Realizarea filmului
Filmul a fost produs de compania Shochiku, fiind filmat pe o peliculă alb-negru, și are o durată de 133 de minute. Lungimea peliculei este de 3.686 metri. Producătorul filmului a fost Tatsuya Hosoya.
Kobayashi a impus folosirea în film a unor săbii adevărate în scopul sporirii autenticității acțiunii. Din acest motiv, mișcările coregrafice de luptă ale actorilor sunt destul de lente, arătând greutatea armelor și efortul depus pentru mânuirea lor.
Harakiri este asemănător din punct de vedere structural cu filmul Rashomon (1950) al lui Akira Kurosawa. Ambele filme prezintă o poveste din mai multe perspective, dar scopurile cineaștilor sunt diferite. În timp ce Kurosawa reconstituie o poveste din mai multe perspective individuale, Kobayashi este interesat mai mult de rescrierea istoriei într-o societate închisă dominată de tradiții puternice. Secvențele cu acțiunea petrecută în momentul prezent din Harakiri sunt întrerupte de flashback-uri detaliate, iar imaginea recurentă a lui Hanshirō Tsugumo stând calm în centrul unei saltele albe domină întregul film. Povestea lui Tsugumo prezentată în flashback permite publicului să-l vadă pe tânărul Motome dintr-o altă perspectivă: nu ca pe un șantajist, ci ca pe un soț și tată disperat să-și salveze familia.
Imaginea cinematografică a Japoniei feudale a fost înfățișată în termeni alegorici, secvențele din pavilionul de seppuku fiind filmate alternativ din două poziții diametral opuse: dinspre omul simplu (roninul Tsugumo așezat pe un tatami alb) și, respectiv, dinspre autoritatea feudală (conducătorii clanului, așezați pe un podium). Spațiul în care se desfășoară acțiunea principală este restrâns, cu un număr limitat de decoruri, iar fluiditatea secvențelor se obține prin alternarea cu eleganță a unghiurilor de filmare. Tensiunea narațiunii filmice crește considerabil pe parcurs în ciuda faptului că majoritatea secvențelor sunt practic compoziții statice cu mișcări minime ale personajelor și nu există nicio luptă până la duelul lui Tsugumo cu Omodaka, prezentat în flashback chiar înaintea luptei finale. Unele secvențe (sinuciderea ritualică a lui Motome și lupta finală a lui Hanshirō) sunt brutale sub aspect vizual.

## Tematică

### Considerații generale

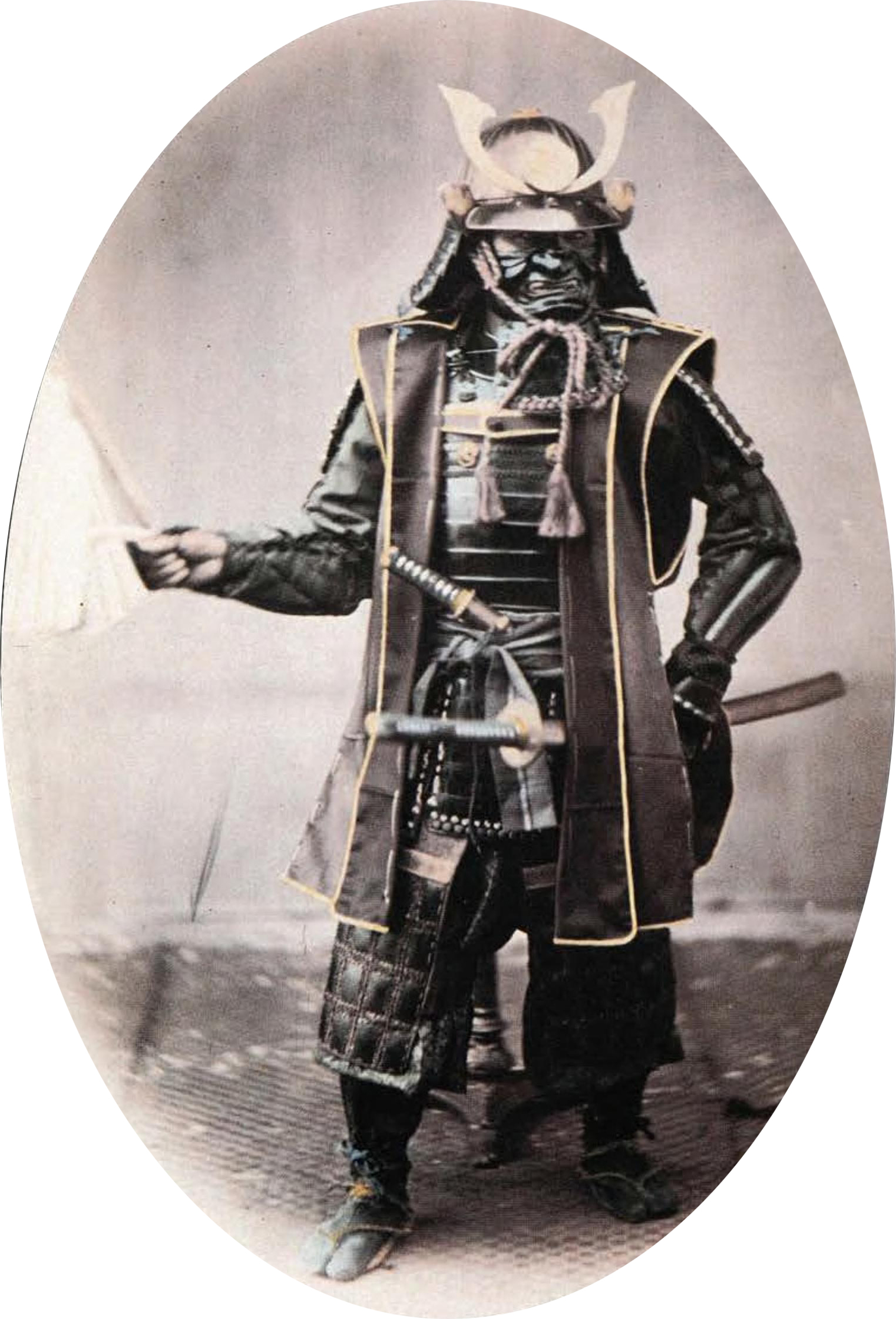
Samurai în armură (circa 1860)

Harakiri prezintă starea de sărăcie în care au trăit mii de samurai după instituirea Shogunatului Tokugawa în 1603. Shogunatul Tokugawa, care s-a menținut la putere până la Restaurația Meiji din 1868, a fost caracterizat printr-o politică de centralizare a Japoniei și a inaugurat o perioadă de pace, în care mulți samurai, în special cei care i-au slujit pe seniorii învinși de Tokugawa, au rămas fără stăpâni și au devenit ronini. Unii ronini, rămași fără ocupație în noua perioadă de pace, au început să bată la porțile castelelor, extorcând bani prin amenințarea cu sinuciderea. Confruntate cu o creșterea a acestor amenințări, clanurile medievale rămase îi plăteau pe samurai sau îi alungau de la porțile castelelor, dar câteva clanuri, precum clanul Iyi, au decis să-i forțeze cu sadism pe ronini să-și ducă amenințarea până la capăt pentru a oferi un exemplu altor samurai.
Filmele lui Kobayashi reflectă viziunea pacifistă a cineastului asupra lumii, înfățișând societatea japoneză medievală în tonuri extrem de întunecate și pe protagoniști ca pe niște răzvrătiți împotriva sistemului. Urmare a unei educații seculare, japonezii au ajuns să acorde o importanță mai mare onoarei decât vieții, venerându-și superiorii și respectând cu fanatism ordinele acestora.
Întrebat cu privire la tema filmului său, Masaki Kobayashi a spus: „Toate filmele mele [...] sunt preocupate de rezistența în fața unei puteri înrădăcinate. Despre aceasta este vorba, desigur, în Harakiri și în Ultimul samurai. Presupun că am contestat întotdeauna autoritatea”. Cineastul japonez nu ecranizează povești eroice și nici nu glorifică mitul samurailor precum alți autori de filme chambara, ci critică cu brutalitate fundațiile filozofice care stau la baza codului samurailor. Astfel, în ciuda faptului că este un film de epocă, Harakiri are un substrat contemporan prin faptul că pune în discuție sensul noțiunilor de datorie și onoare.

### Critica socială a sistemului feudal
Tema filmului Harakiri este, în opinia lui Roger Ebert, „aderența cu fanatism la codul onoarei, care dobândește o valoare mai mare decât viața” sau, potrivit lui Audie Bock, „lipsa de umanitate a acestor reguli pentru cei care le-au acceptat cu supunere și ipocrizia celor care le-au aplicat”. Filmul nu contestă atât practica seppuku, ci scoate în evidență o situație care a apărut într-un mediu punitiv și ipocrit. Noțiunile de onoare și curaj asociate clanului pot fi doar „o falsă fațadă”, așa cum afirmă protagonistul filmului, în timp ce practica seppuku este expusă ca un „ritual gol și mincinos”.
Armura veche arătată la începutul filmului simbolizează gloria trecută a clanului Iyi și este tratată de membrii clanului cu respect. Reducerea utilității ei la rangul de ornament evidențiază tranziția de la statul feudal la statul centralizat birocratic. Cu toate acestea, samuraii casei Iyi se comportă ca niște lași în lupta cu Tsugumo, care batjocorește armura și o folosește ca scut pentru a se apăra de inamici, apoi o aruncă pe jos, dovedind astfel că nu mai crede în codul de onoare al samurailor. În secvența luptei finale Kobayashi arată că acest simbol al priceperii militare se dovedește, de fapt, a fi unul gol.

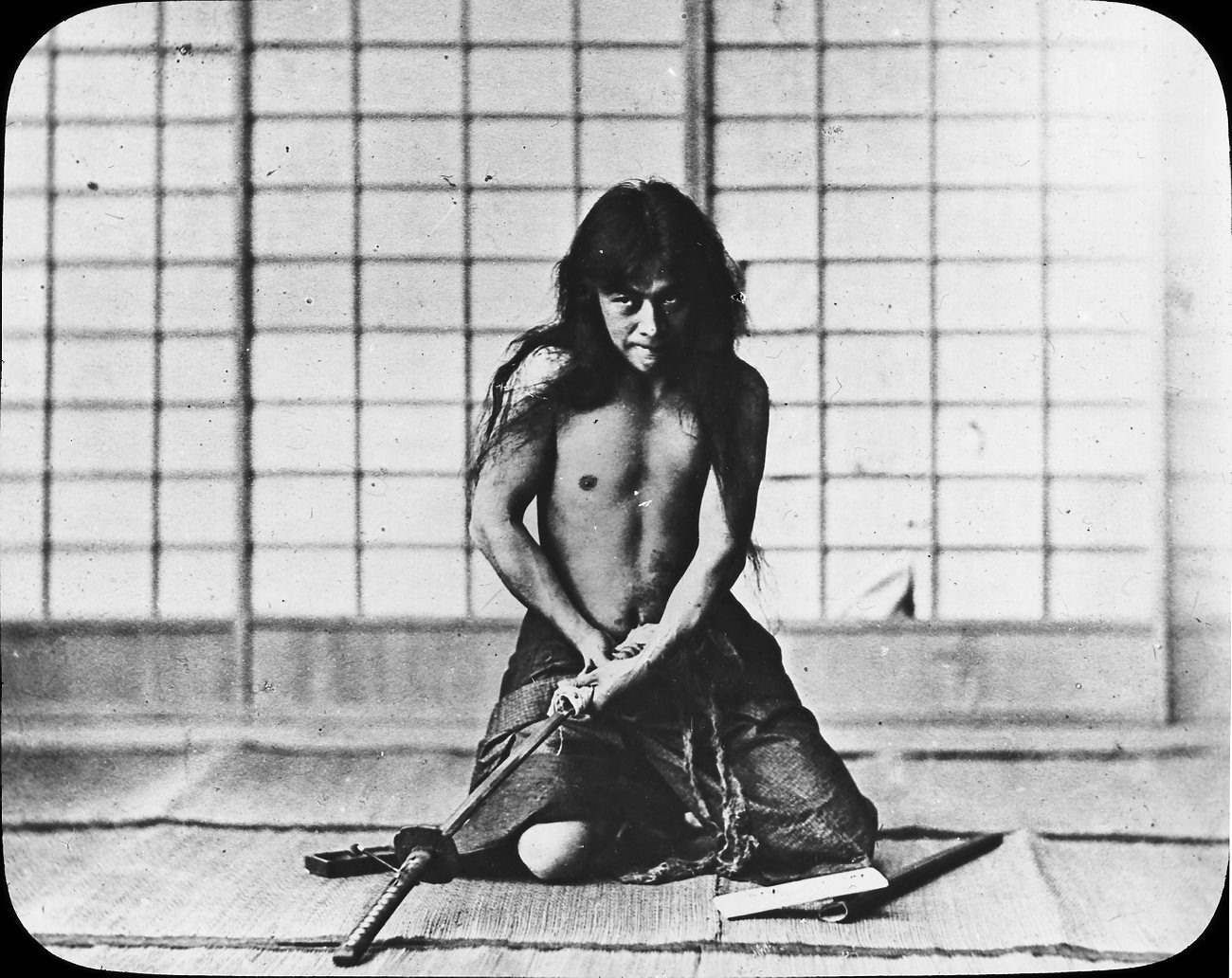
Samurai mimând practica seppuku (1885–1910)

Kobayashi critică, de asemenea, alte două atribute importante ale rangului de samurai: sabia și cocul. Motome Chijiiwa află că sabia nu îi este de niciun folos dacă ea nu-i poate proteja familia și nu-i poate asigura un ajutor medical pentru copilul său bolnav, de aceea preferă să o vândă pentru a obține ceva bani, punând nevoile familiei sale deasupra onoarei. Tsugumo se răzbună pe cei trei bărbați vinovați de moartea lui Chijiiwa, dar nu-i ucide, ci preferă să le taie cocurile. În acea vreme, pierderea cocului era un fapt la fel de grav precum pierderea sabiei, moartea fiind preferabilă dezonoarei. Cu toate acestea, cei trei samurai preferă în mod laș să se ascundă și sunt forțați să se sinucidă abia atunci când Tsugumo face publică umilirea lor. Răzbunarea lui Tsugumo este astfel una subtilă: el îi obligă pe membrii clanului să trăiască după propriile reguli pe care pretindeau că le respectă și pe care le-au folosit pentru a-l pedepsi pe Motome. Astfel, Tsugumo dezvăluie ipocrizia sistemului feudal și în același timp își plătește datoria morală față de ginerele său, dar sacrificiul său nu este totuși suficient pentru a distruge aparatul de propagandă al clanului.
Jurnalul zilnic al clanului care apare la începutul și la sfârșitul filmului „reprezintă minciunile înregistrate în istorie” de seniorii feudali preocupați doar să mențină aparențele și reputația clanului. Urmele sângeroase ale incidentului sunt șterse cu grijă din porunca intendentului Saitō, armura dezmembrată este asamblată și apoi repusă pe piedestal, iar documentele oficiale vor menționa doar sinuciderea lui Tsugumo, fără a mai aminti provocarea clanului de către el, care va fi omisă din dorința de a proteja fațada „structurii nedrepte de putere”. Istoria este astfel rescrisă.
Cineastul demonstrează în acest film cum un singur individ poate amenința stabilitatea regimului, cu toate că puterea este restabilită repede și cărțile de istorie nu vor înregistra acest act de rebeliune. Restaurarea și reinstalarea armurii în finalul filmului este un simbol al ipocriziei sistemelor de autoritate în toate vremurile.

## Lansare
Harakiri a fost lansat oficial la 16 septembrie 1962 în Japonia, unde a fost distribuit de compania Shochiku. A obținut venituri mari în Japonia și s-a clasat pe locul 3 în topul celor mai bune filme japoneze ale anului 1962, realizat de revista Kinema Junpō.
Filmul a fost prezentat la 15 mai 1963 la Festivalul Internațional de Film de la Cannes (Franța), la 18 iulie 1963 la Festivalul Internațional de Film de la Locarno (Elveția) și la 12 septembrie 1963 la Festivalul de Film de la New York. Au urmat lansări oficiale în Franța la 24 iulie 1963, în Italia la 20 septembrie 1963 și apoi în Statele Unite ale Americii în decembrie 1963, unde filmul a fost distribuit de compania Shochiku Film of America, într-o versiune cu subtitrare în limba engleză. Alte lansări au mai avut loc în Danemarca la 27 ianuarie 1964, în Mexic la 30 ianuarie 1964, în Argentina la 22 aprilie 1964, în Republica Federală Germania la 5 iunie 1964, în Ungaria la 14 ianuarie 1965, în Suedia la 8 martie 1965 și în Uruguay la 1 septembrie 1967.
Obținerea premiului special al juriului la Festivalul de la Cannes i-a consolidat renumele internațional al lui Masaki Kobayashi, dar în mod paradoxal, întrucât filmele sale erau critice la adresa autorității, a obținut tot mai greu finanțare pentru proiectele sale. Cu toate acestea, Kobayashi este cunoscut în prezent în Statele Unite ale Americii în special pentru cele trei filme realizate succesiv: Harakiri (1962), Kwaidan (1964) și Ultimul samurai (1967), pe care criticul Stephen Prince le consideră „cele mai desăvârșite și mai valoroase filme” ale regizorului japonez.

## Recepție

### Aprecieri critice

#### Comparații cu alte filme
Filmul Harakiri a fost foarte bine primit de criticii cinematografici, care au scos în evidență asemănările cu Ultimul samurai (1967) în ceea ce privește criticarea sistemului feudal japonez. Cineastul Masaki Kobayashi creează în ambele filme o societate închisă cu structuri rigide, supusă unor constrângeri sociale, evidențiată vizual prin aranjamente geometrice simetrice. Acțiunile samurailor sunt supuse unor coduri sociale de obligații (așa-numitele giri), iar din acest motiv, potrivit profesorului David Desser, „filme precum Harakiri și Ultimul samurai ale lui Kobayashi se sprijină în mare măsură pe plasarea unui individ captiv în interiorul unei structuri sociale rigide”, având un ton nihilist sau fatalist. În această situație, eroului samurai îi rămâne o singură alegere: moartea solitară, pentru ca apoi, în filmul Harakiri, să i se elimine însăși existența sa din înregistrările istorice. În opinia istoricului de film Stuart Galbraith IV, cele două filme ale lui Kobayashi subminează noțiunile de datorie și onoare, în numele cărora au fost comise numeroase abuzuri.
Majoritatea filmelor de samurai realizate până în anii 1960 au urmărit să omagieze trecutul istoric al Japoniei prin includerea a numeroase secvențe de acțiune și evidențierea trăsăturilor eroice ale samurailor. În ciuda faptului că este un film jidaigeki (film de epocă), Harakiri are un substrat contemporan, punând în discuție sensul noțiunii de onoare. Războinicii japonezi, care au fost venerați timp de secole ca simboluri ale curajului și vitejiei, devin în viziunea lui Kobayashi figuri corupte și crude reprezentante ale unui sistem de autoritate preocupat adesea doar de bunăstarea clasei conducătoare. Cineastul condamnă continuitatea spiritului feudal japonez în societatea modernă, provocând publicul să privească istoria dintr-o perspectivă modernă, mai obiectivă.

#### Elogii critice
Criticii revistei Monthly Film Bulletin au susținut într-o recenzie contemporană că „ritmul măsurat și lent al lui Masaki Kobayashi se potrivește perfect subiectului său” și că „povestea este frumos construită”. Interpretarea lui Tatsuya Nakadai a fost lăudată, fiind considerată o „interpretare strălucită în stilul lui Mifune”. Recenzia a evidențiat că filmul a fost „ocazional brutal, în special în agonia cumplită a tânărului samurai cu sabia lui de bambus” și că, deși „unii critici au remarcat [...] că expunerea cruzimii nu este cel mai bun mod pentru a deplânge vărsarea de sânge nejustificată, Harakiri continuă să arate splendid cu travellingul chibzuit, cu zoom-urile sale lente, cu cadrele reflexive de sus ale curții interioare și cu imobilitatea sa frecventă”. Bosley Crowther, criticul ziarului New York Times, nu a fost impresionat de „drama omenească dureroasă din acest film”, dar a adăugat că „dl. Kobayashi realizează lucruri superbe în ceea ce privește compozițiile arhitecturale, formele mobile și ocazional rotirile năvalnice ale personajelor care se luptă pe ecranul de dimensiunea CinemaScope. El obține un soi de fascinație vizuală care este adecvată stării stranii de coșmar”. Cid Corman a scris în Film Quarterly că „frumusețea filmului pare să se datoreze în mare parte fermității de concepție și spiritului predominant ale lui Kobayashi, printr-o preocupare neinvazivă pentru valorile cinematografice”.
Donald Richie l-a numit „cel mai bun film” al regizorului și l-a citat pe Keisuke Kinoshita, mentorul lui Kobayashi, care l-a considerat a fi unul dintre cele mai bune cinci filme japoneze din toate timpurile. Audie Bock a scris: „Harakiri evită sentimentalismul unora dintre filmele sale anterioare, precum The Human Condition, printr-un accent nou pe estetica vizual-auditivă cu o formalitate rece a compozițiilor și o coloană sonoră electronică a lui Takemutsu. Dar protestul social al lui Kobayashi nu este diminuat sub nicio formă în construcția filmului – circularitatea asemănătoare creațiilor lui Mizoguchi neagă cu amărăciune orice speranță în progresul uman”. Mai recent, Roger Ebert a înscris Harakiri pe lista sa a „marilor filme” și a scris următoarele într-o recenzie din 2012: „Filmele cu samurai, ca și westernurile, nu trebuie să fie în mod necesar povești simple. Ele pot fi extinse prin includerea unor povești despre provocări etice și tragedii umane. În Harakiri (1962), unul dintre cele mai bune astfel de filme, este vorba de un samurai rătăcitor mai în vârstă, care își face timp pentru a concepe o dilemă fără răspuns pentru conducătorii unui clan puternic. Acționând strict în conformitate cu regulile Codului Bushido care guvernează conduita tuturor samurailor, el îl atrage pe puternicul conducător într-o situație a cărei logică pură îl lasă umilit în fața supușilor săi”.
În concluzie, Harakiri este, potrivit criticului Brian Eggert (proprietarul site-ului de recenzii cinefile Deep Focus Review), „cel mai puternic film antisistem al lui Kobayashi, cu momente brute de violență simbolică balansate de o narațiune ale cărei aluzii au implicații sociale și umaniste tragice”.
Enciclopedia cinematografică germană Lexikon des internationalen Films descrie astfel acest film: „O dramă istorică cu samurai realizată artistic, care critică conceptul gol de onoare și convențiile fără sens. În acest scop îi servește un exemplu, în care motivul pentru executarea sinuciderii rituale nu pare a fi convingerea interioară, ci mai degrabă o constrângere care apare sub influența abuzurilor sociale și a lipsei de înțelegere a oamenilor. Evoluțiile dramatice sunt dozate cu parcimonie, unele scene fiind ridicate în mod deliberat la rang ceremonial. Un film la fel de dificil pe cât de revelator pentru populația locală.”. Filmul are în prezent un rating de aprobare de 100% pe site-ul agregatorului de recenzii Rotten Tomatoes, pe baza a 8 recenzii, cu o medie ponderată de 7,30/10. Nu există încă un consens critic cu privire la film.

### Premii
Harakiri a obținut mai multe premii în Japonia, printre care: premiul Mainichi pentru cel mai bun film, premiile Kinema Junpō pentru cel mai bun actor (Nakadai, pentru rolurile din filmele Harakiri și Sanjuro) și premiul Panglica Albastră pentru cel mai bun actor (Nakadai). A fost vizionat, de asemenea, în străinătate și a câștigat, împreună cu filmul cehoslovac Când vine pisica al lui Vojtěch Jasný, Premiul Special al Juriului la Festivalul Internațional de Film de la Cannes din 1963; trofeul Palme d'Or a fost obținut de filmul Ghepardul al lui Luchino Visconti). Filmul s-a clasat pe locul 3 în topul celor mai bune filme japoneze ale anului 1962, realizat de revista Kinema Junpō.
Revista Kinema Junpō a inclus Harakiri în topul celor mai bune filme realizate vreodată în Japonia alcătuit în 1999 și 2009.
| Premiu                                                           | Data ceremoniei         | Categorie                                          | Laureat/laureați                | Rezultat     | Note          |
| ---------------------------------------------------------------- | ----------------------- | -------------------------------------------------- | ------------------------------- | ------------ | ------------- |
| Festivalul Internațional de Film de la Cannes                    | 9–23 mai 1963           | Premiul Special al Juriului                        | Masaki Kobayashi                | Câștigat     | [ 20 ] [ 79 ] |
| Festivalul Internațional de Film de la Cannes                    | 9–23 mai 1963           | Palme d'Or                                         | Masaki Kobayashi                | Nominalizare | [ 20 ] [ 79 ] |
| Premiile David di Donatello                                      | 26 iulie 1963           | cel mai bun regizor străin                         | Masaki Kobayashi                | Câștigat     | [ 80 ]        |
| Premiile Kinema Junpō                                            | 1963                    | cel mai bun actor                                  | Tatsuya Nakadai                 | Câștigat     | [ 62 ]        |
| Premiile Mainichi                                                | 1963                    | cel mai bun film                                   | Masaki Kobayashi                | Câștigat     | [ 19 ] [ 20 ] |
| Premiile Mainichi                                                | 1963                    | cele mai bune decoruri                             | Junichi Ôsumi și Shigemasa Toda | Câștigat     | [ 19 ] [ 20 ] |
| Premiile Mainichi                                                | 1963                    | cea mai bună muzică                                | Tōru Takemitsu                  | Câștigat     | [ 19 ] [ 20 ] |
| Premiile Mainichi                                                | 1963                    | cel mai bun sunet                                  | Hideo Nishizaki                 | Câștigat     | [ 19 ] [ 20 ] |
| Premiile Panglica Albastră                                       | 1963                    | cel mai bun actor                                  | Tatsuya Nakadai                 | Câștigat     | [ 77 ]        |
| Premiile Panglica Albastră                                       | 1963                    | cel mai bun scenarist                              | Shinobu Hashimoto               | Câștigat     | [ 77 ]        |
| Premiile Sindicatului Național al jurnaliștilor de film italieni | 1964                    | Nastro d'argento pentru cel mai bun regizor străin | Masaki Kobayashi                | Nominalizare | [ 20 ]        |
| Festivalul Internațional de Film de la Valladolid (Seminci)      | 25 aprilie – 2 mai 1965 | Premiul orașului Valladolid                        | Masaki Kobayashi                | Câștigat     | [ 81 ]        |

## Remake-uri
Filmul a fost refăcut de regizorul japonez Takashi Miike ca un film 3D intitulat Ichimei (titlul românesc: Hara-kiri: moartea unui samurai), cu Ebizō Ichikawa, Eita și Kōji Yakusho în rolurile principale. Remake-ul a avut premiera la Festivalul Internațional de Film de la Cannes din 2011.